# Бергун (Охајо)
Бергун (енгл. Burgoon) град је у америчкој савезној држави Охајо.

## Демографија
По попису из 2010. године број становника је 172, што је 27 (-13,6%) становника мање него 2000. године.
| Група             | 2000.       | 2010.       |
| Белци             | 185 (93,0%) | 159 (92,4%) |
| Афроамериканци    | 0 (0,0%)    | 0 (0,0%)    |
| Азијати           | 3 (1,5%)    | 1 (0,6%)    |
| Хиспаноамериканци | 10 (5,0%)   | 12 (7,0%)   |
| Укупно            | 199         | 172         |